# Dillon Serna
Dillon Paul Serna (Brighton, 25 marzo 1994) è un ex calciatore statunitense, di ruolo centrocampista.